# Степной (Белореченский район)

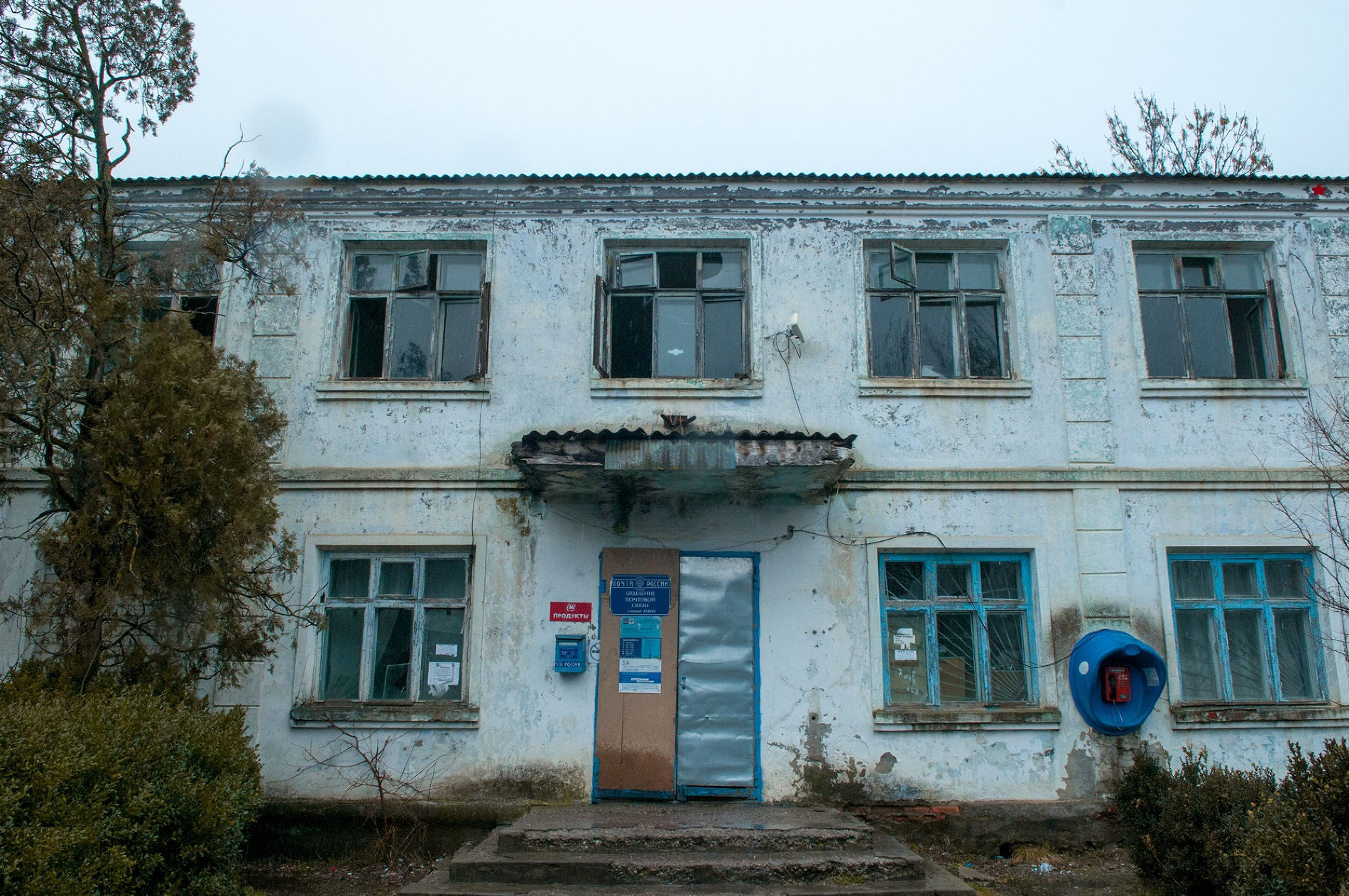

Степно́й — посёлок в Белореченском районе Краснодарского края. Входит в состав Родниковского сельского поселения.

## Население
| 2002 | 2010 |
| ---- | ---- |
| 906  | ↗950 |

## Улицы
- ул. Гагарина,
- ул. Мира,
- ул. Набережная,
- ул. Полевая,
- ул. Спортивная,
- ул. Школьная,
- ул. Энгельса.